# Karl-Ludwig Kelber
Karl-Ludwig Kelber (* 27. Dezember 1932 in Sugenheim; † 23. September 2018 in Bonn) war ein deutscher Journalist sowie langjähriger Bundesvorsitzender des Allgemeinen Deutschen Fahrrad-Clubs (ADFC). 2013 ernannte der Verein Kelber zu seinem ersten Ehrenmitglied.

## Leben
Kelber wurde im mittelfränkischen Sugenheim als Kind des Pfarrer-Ehepaares Albrecht und Maria Kelber geboren. Weitere Wohnorte der Familie waren Lauf an der Pegnitz und Bamberg. Nach der Wiedergründung des Windsbacher Knabenchores 1947 war er dort Internatsschüler.
Kelber studierte Germanistik, Geschichte und Philosophie in Erlangen und Bonn. Er wurde Mitglied der Burschenschaft Germania Erlangen. Innerhalb der Deutschen Burschenschaft argumentierte er gegen das Festhalten an korporativen Traditionen und kritisierte, dass die einst revolutionäre Burschenschaft ein "stockreaktionärer Haufen" geworden sei. Seine journalistische Laufbahn begann er bei der Bamberger Zeitung Fränkischer Tag, später wechselte er als Pressereferent zum Verband Deutscher Studentenschaften nach Bonn. Anschließend arbeitete er bis 2002 als Kommentator und Berichterstatter bei der Agentur Deutscher Presseplan, zuletzt in Berlin.
Karl-Ludwig Kelber lebte zuletzt in Bonn und hatte eine Tochter sowie einen Sohn, den ehemaligen Bundesdatenschutzbeauftragten Ulrich Kelber.

## ADFC
Kelber war seit dem Gründungsjahr 1979 beim ADFC aktiv. Den Kreisverband Bonn leitete er als Gründungsvorsitzender von 1979 bis 1994. Auf Bundesebene war er von 1980 bis 1986 Vorsitzender des Verwaltungsrates und von 1986 bis 1998 Bundesvorsitzender. Unter Kelber konnte der ADFC seine Mitgliederzahl auf über 100.000 steigern. 
2013 wurde Kelber erstes Ehrenmitglied des ADFC.